# Вајт Клеј (Небраска)
Вајт Клеј (енгл. White Clay) насељено је место без административног статуса у америчкој савезној држави Небраска.

## Демографија
По попису из 2010. године број становника је 10.
| Група             | 2000.    | 2010.     |
| Белци             | 0 (0,0%) | 2 (20,0%) |
| Афроамериканци    | 0 (0,0%) | 0 (0,0%)  |
| Азијати           | 0 (0,0%) | 0 (0,0%)  |
| Хиспаноамериканци | 0 (0,0%) | 0 (0,0%)  |
| Укупно            | 0        | 10        |